# Dōjinshi
Dōjinshi (同人誌 (đồng nhân chí)/ どうじんし), cũng được roman hóa là doujinshi, là thuật ngữ tiếng Nhật dùng để chỉ các tác phẩm in tự xuất bản, chẳng hạn như tạp chí, truyện tranh và tiểu thuyết. Từ dōjinshi được tạo từ dōjin (dōjin mang nghĩa là người giống nhau, thường dùng để ám chỉ một hay nhiều người có cùng sở thích hay thành tựu) và shi (rút gọn của zasshi, nghĩa là tạp chí). Dōjinshi thường bắt nguồn từ các tác phẩm có sẵn và được tạo ra bởi những người không chuyên, mặc dù một vài tác giả chuyên nghiệp cũng tham gia như một cách phổ biến phong cách của họ bên ngoài nền công nghiệp xuất bản thông thường.
Các nhóm nghệ sĩ sáng tác dōjinshi tự gọi mình là sākuru (サークル, vòng tròn). Nhiều nhóm thực tế chỉ gồm một nghệ sĩ duy nhất: họ đôi khi được gọi là kojin sākuru (個人サークル, vòng tròn cá nhân).
Kể từ thập niên 1980, phương thức phân phối chính là thông qua các hội chợ dōjinshi, hội chợ lớn nhất được gọi là Comiket (viết tắt của "Comic Market" - chợ truyện tranh), được tổ chức vào mùa hè và mùa đông ở Tokyo Big Sight. Ở đây, khoảng 81,000 m² dōjinshi được mua bán và trao đổi bởi những người tham gia. Những người tạo ra dōjinshi dựa vào tác phẩm của người khác để viết nên truyện của riêng họ thường xuất bản với số lượng nhỏ nhằm duy trì mức độ ẩn danh nhằm bảo vệ bản thân trước các vụ kiện tụng, điều này khiến cho các tác phẩm của người sáng tạo tài năng là một mặt hàng được săn đuổi.

## Từ nguyên
Thuật ngữ dōjinshi có nguồn gốc từ dōjin (同人, nghĩa đen là "cùng một người", dùng để chỉ một hay nhiều người có cùng mục tiêu hoặc sở thích) và shi (誌, một hậu tố thường có nghĩa là "xuất bản định kỳ").